# Коброор
Коброор (индон. Pulau Kobroor) — один из островов архипелага Ару. В административном отношении входит в состав индонезийской провинции Малуку.
Расположен в Арафурском море, к югу от острова Вокам и к северо-востоку от острова Майкоор. Площадь острова составляет 1723,4 км²; длина береговой линии — 229,8 км. Самая высокая точка — 124 м над уровнем моря.